# Miguel A. Torres Riera
Miguel Agustín Torres Riera (Barcelona, 1941) es un empresario español, actual presidente y consejero delegado de Bodegas Torres, pertenece a la cuarta generación del negocio familiar. Asimismo, dirige sus viñedos en Chile.

## Biografía
En 1957, inició sus estudios de Ciencias Químicas en la Universidad de Barcelona, para ingresar dos años más tarde en la Universidad de Dijón (Borgoña), donde cursó la especialización de Enología y Viticultura.
En 1962, se incorporó al negocio familiar siendo en la actualidad presidente y consejero delegado de la compañía. Cinco años después de incorporarse en la empresa contrae matrimonio con Doña Waltraud Maczassek, pintora y diplomada en bellas artes, que ha colaborado desde el principio en la dirección de ventas del mercado alemán. 
En 1982-1983 amplió sus estudios de viticultura y enología en la Universidad de Montpellier (Francia) durante un año sabático.
Miguel A. Torres ha publicado varios libros sobre el mundo de los vinos. Su primer libro Viñas y Vinos, se encuentra en su cuarta edición en castellano, revisada y actualizada por Plaza y Janés en 1993 y está traducido al catalán, francés, inglés, alemán, noruego, finlandés y japonés. A esta obra le sigue Vino español, un incierto futuro (1979); Manual de los vinos de Cataluña (1982); Los vinos de España (1983); Guía Folio de los Vinos de España (1985) y Els Vins del Penedès (1987). Asimismo, ha dirigido para la editorial Orbis Enciclopedia del Vino’’.

## Reconocimientos
- En 1996 el Gobierno Chileno le concedió la orden Bernardo O'Higgins en el grado Gran Oficial agradeciendo sus servicios para el logro de una mejor relación entre España y Chile, así como por su contribución al desarrollo vitivinícola del país sudamericano.
- En el año 2002 la prestigiosa revista Decanter le otorga el galardón “Decanter Man of the Year 2002”.[2]
- En el año 2005 recibe el premio Personality of the Year, en el apartado de innovación, concedido por la revista Wine International.
- En el año 2022 recibe la Gran Cruz de la Orden del Mérito Agrario, Pesquero y Alimentario, en la sección del Mérito Agrario, concedido por el Rey de España a  propuesta del Ministro de Agricultura, Pesca y Alimentación.

## Obra
- Viñas y vinos. Plaza & Janés Editores, 1996. ISBN 84-01-00984-7. Traducido al catalán, francés, inglés, alemán, noruego, finlandés y japonés.
- Els vins del Penedès. Nuevo Arte Thor, 1987. ISBN 84-7327-150-5
- Los vinos de España. Ediciones Castell, Barcelona, 1983. ISBN 84-7489-209-0
- Vino español: un incierto futuro. Editorial Blume, 1979. ISBN 84-7031-101-7
- Manual de los vinos de Cataluña, 1982
- Guía Folio de los vinos de España, 1985